# Wiktor Abramowitsch Stepanjan
Wiktor Abramowitsch Stepanjan (russisch Виктор Абрамович Степанян, wiss. Transliteration Viktor Abramovič Stepanjan; * 14. Mai 1988) ist ein russischer Schauspieler.

## Leben
Stepanjan besuchte eine Musikschule, in der er als Absolvent Akkordeonspielen lernte. 2007 schloss er einen Schauspielkurs am Pskov Regional College of Arts ab. Er wirkte mehrere Male am Puschkin-Theaterfestival mit. 2012 schloss er ein Schauspielstudium an der VTU ab. Als Bühnendarsteller war er an Produktionen am A. Pushkin Pskov Academic Drama Theater, dem Theater "ApARTe" und dem Pädagogischen Theater VTU  beteiligt. 2013 debütierte er als Filmschauspieler im russischen Film Chornyye koshki. 2016 spielte er die Rolle des Mikhail Avakyan im Film All About Men. Im selben Jahr übernahm er im Filmdrama Earthquake – Die Welt am Abgrund die Rolle des Robert Melkonyan.

## Filmografie (Auswahl)
- 2013: Chornyye koshki (Чёрные кошки)
- 2016: All About Men (Vse o muzhchinakh/Всё о мужчинах)
- 2016: Earthquake – Die Welt am Abgrund (Zemletryasenie/Землетрясение)
- 2018: Tvoyu mat! (Твою мать!, Kurzfilm)
- 2021: Bluthund-6 (Ishcheyka-6/Ищейка-6)
- 2021: Chikatilo (Чикатило)
- seit 2022: Oboyudnoe soglasie (Обоюдное согласие, Miniserie)

## Theater (Auswahl)
- Der Kirschgarten, A. Pushkin Pskov Academic Drama Theater
- Die Geschichte vom goldenen Hahn, A. Pushkin Pskov Academic Drama Theater
- Nightingale Night, A. Pushkin Pskov Academic Drama Theater
- Onkels Traum, A. Pushkin Pskov Academic Drama Theater
- Tricks von Khanuma, A. Pushkin Pskov Academic Drama Theater
- Zerstörer, A. Pushkin Pskov Academic Drama Theater
- Vasilisa Melentyeva, A. Pushkin Pskov Academic Drama Theater
- Don Guan, A. Pushkin Pskov Academic Drama Theater
- Zwei Baba Yagas, A. Pushkin Pskov Academic Drama Theater
- Big PROspect", Regie: I. Kosichkin, Theater "ApARTe"
- Trenn dich nicht von deinen Lieben, Regie: Anna Garnova, Theater "ApARTe"
- Sammlung bunter Kapitel, Regie: Andrey Lyubimov, Theater "ApARTe"
- 2011: Trenn dich nicht von deinen Lieben, Regie: Anna Garnova, Pädagogisches Theater VTU
- 2011: Die Mausefalle, Regie: Valentin Afonin, Pädagogisches Theater VTU
- 2012: Summer Residents, Regie: Boris Klyuev, Pädagogisches Theater VTU